# The Woman Disputed

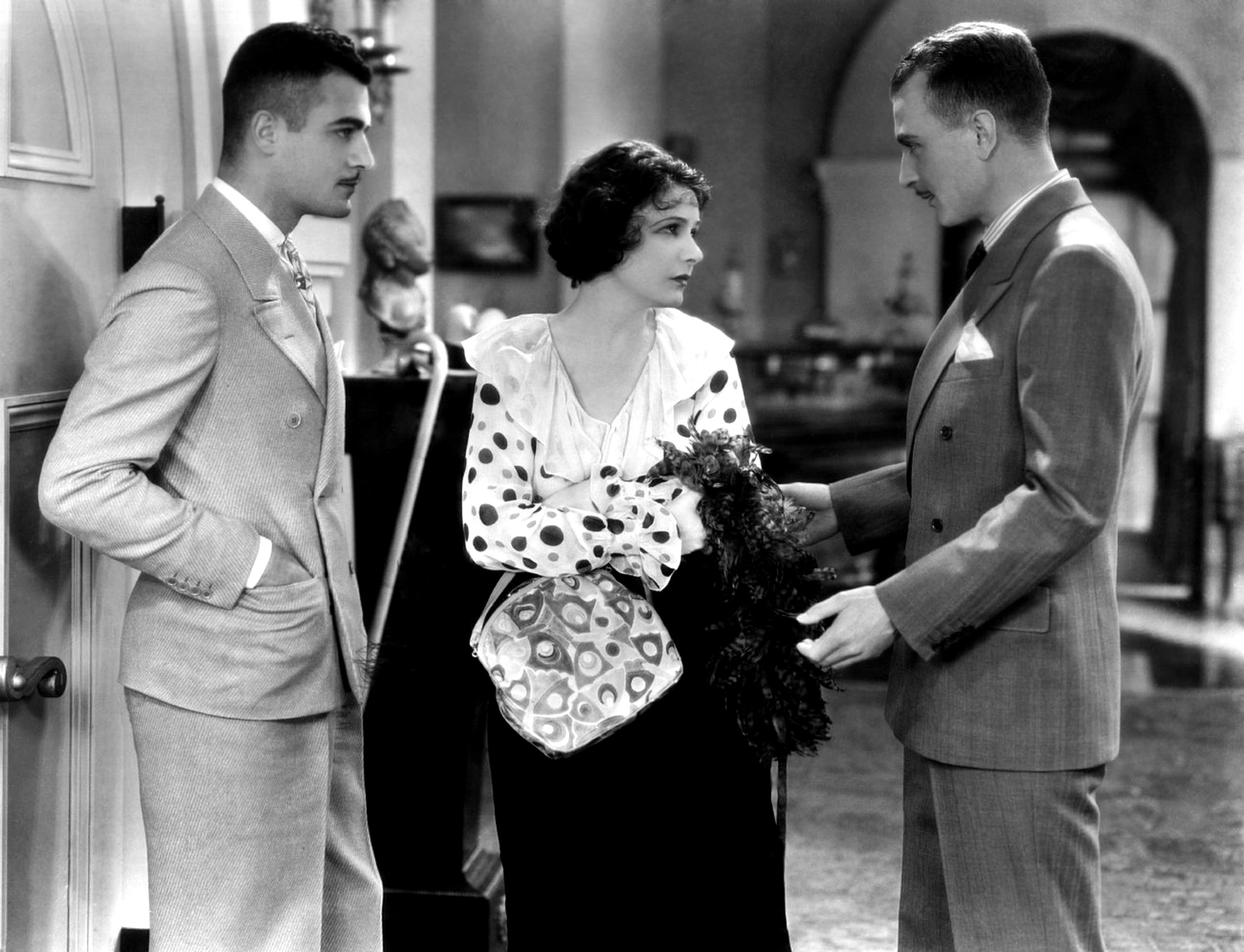
Gilbert Roland, Norma Talmadge i Arnold Kent (d'esquerra a dreta) en un fotograma de la pel·lícula

The Woman Disputed és una pel·lícula muda però amb banda sonora i efectes sonors, dirigida per Henry King i Sam Taylor i protagonitzada per Norma Talmadge i Gilbert Roland. Basada en la peça teatral homònima de Denison Clift (1926) que al seu torn estava basada en el relat “Boule-de-suif” de Guy de Maupassant la pel·lícula es va estrenar el setembre de 1928. Es tracta de la darrera pel·lícula muda de Talmadge. Es va separar del seu marit i productor Joseph M. Schenck en mantenir una relació amb el coprotagonista Gilbert Roland i abandonant el cinema es dediccà l'any següent a prendre classes de veu per participar únicament en dues pel·lícules sonores.

## Argument
Paul Hartman, un afable oficial austríac, i el seu amic, Nika Turgenov, un orgullós tinent rus es troben de permís a Lemberg (Lvov, Àustria), parlen sobre la regeneració de Mary Ann Wagner, una prostituta amb un noble cor. Aleshores es declara la guerra entre Rússia i Àustria i els dos homes reben l'ordre de presentar-se als seus regiments. Mary promet casar-se amb Paul i Nika jura venjança. Més tard, una unitat de l'exèrcit rus liderada per Nika ocupa Lemberg i Mary descobreix que ha de sotmetre's a les seves abraçades de Nika per obtenir la llibertat de cinc francesos capturats, entre ells un espia disfressat de capellà. L'endemà, l'exèrcit austríac, guiat per l'informe d'intel·ligència de l'espia, recupera Lemberg i Paul s'assabenta del sacrifici de Mary. Al principi es nega a perdonar-la però quan 10.000 homes s'agenollen als seus peus en agraïment, Paul s'uneix a ells amb gratitud.

## Repartiment
- Norma Talmadge (Mary Ann Wagner)
- Gilbert Roland (Paul Hartman)
- Arnold Kent (Nika Turgenov)
- Boris de Fast (el passant)
- Michael Vavitch (pare Roche)
- Gustav von Seyffertitz (Otto Krueger)
- Gladys Brockwell (comtessa)
- Nicholas Soussanin (comte)

## Equip tècnic
- Producció: Joseph M. Schenck
- Direcció: Henry King i Sam Taylor
- Ajudant de direcció: Robert Floret[6]
- Direcció artística: William Cameron Menzies
- Fotografia: Oliver Marsh
- Vestuari: Frank Donnellan
- Muntatge: Hal C. Kern
- Assistència tècnica: Capt. Marco Elter